# Pleasant Hill (Californië)
Pleasant Hill is een plaats in Contra Costa County in Californië in de VS.

## Geografie
Pleasant Hill bevindt zich op 37°57′6″Noord, 122°4′20″West. De totale oppervlakte bedraagt 18,4 km² (7,1 mijl²) wat allemaal land is.

## Demografie
Volgens de census van 2000 bedroeg de bevolkingsdichtheid 1788,2/km² (4633,6/mijl²) en bedroeg het totale bevolkingsaantal 32.837 dat bestond uit:
- 81,77% blanken
- 1,53% zwarten of Afrikaanse Amerikanen
- 0,47% inheemse Amerikanen
- 9,43% Aziaten
- 0,27% mensen afkomstig van eilanden in de Grote Oceaan
- 2,32% andere
- 4,19% twee of meer rassen
- 8,43% Spaans of Latino

Er waren 13.753 gezinnen en 8403 families in Pleasant Hill. De gemiddelde gezinsgrootte bedroeg 2,35.

## Transport
De plaats wordt bediend door het metrostation Pleasant Hill/Contra Costa Centre, een station op de Pittsburg/Bay Point-SFO/Millbrae Line van het netwerk van Bay Area Rapid Transit (BART).

## Plaatsen in de nabije omgeving
De onderstaande figuur toont nabijgelegen plaatsen in een straal van 8 km rond Pleasant Hill.